# Яко
Яко (фр. Yako) — город и городская коммуна в Буркина-Фасо, в Северной области страны.

## География
Расположен на севере центральной части страны, в 109 км к северо-западу от города Уагадугу, на высоте 301 м над уровнем моря. Коммуна включает в себя 7 городских секторов и 40 деревень.
В городе имеется большая мечеть. Через Яко проходит автомобильная дорога, соединяющая Уагадугу и Мали.

## Население
По данным на 2013 год численность населения города составляла 24 453 человека. Население городской коммуны по данным переписи 2006 года составляет 79 408 человек.
Динамика численности населения города по годам:
| 1996   | 2005   | 2006   | 2013   |
| ------ | ------ | ------ | ------ |
| 18 472 | 23 302 | 21 338 | 24 453 |

## Известные уроженцы
Яко известен как место рождения Томаса Санкары, политического деятеля и президента страны в 1983—1987 годах.

## Города-побратимы
- Ла-Курнёв, Франция